# بازجو-خبرنگار
بازجو-خبرنگار عبارتی است که از سوی مخالفان و منتقدان حکومت جمهوری اسلامی ایران برای اشاره به خبرنگاران و مجری‌هایی که متهم به همکاری با نهادهای امنیتی و اطلاعاتی برای بازجویی متهمان، پرونده‌سازی و تهیه اعترافات اجباری از آن‌ها هستند به کار می‌رود.

## برخی خبرنگاران متهم به همکاری با دستگاه‌های امنیتی

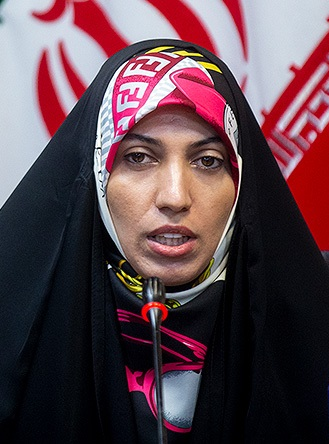
آمنه سادات ذبیح‌پور

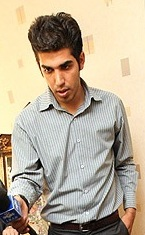
علی رضوانی

- حسین شریعتمداری: اکبر گنجی در کتاب عالیجناب سرخپوش و عالیجنابان خاکستری حسین شریعتمداری را در دوران وزارت علی فلاحیان در وزارت اطلاعات جمهوری اسلامی، مسئول بخش معاونت اجتماعی وزارت خوانده و در همین راستا مواردی مانند تهیه برنامه هویت بازجویی با همراهی سعید امامی و مباحثی مانند مشارکت در بازجویی متهمان برنامه هویت و جمعیت دفاع از آزادی و حاکمیت ملت ایران به او منسوب شده‌است.[۱][۲]
- آمنه سادات ذبیح‌پور: سپیده قلیان فعال کارگری دربارهٔ او گفته که این خبرنگار در هنگام «بازجویی و شکنجه» وی در اتاق بازجویی حضور داشته و پس از ساعت‌ها شکنجهٔ جسمی و روحی، متنی را که از قبل آماده کرده بود برای خواندن در مقابل دوربین، در اختیار او گذاشته.[۳] ذبیح‌پور در مصاحبه‌ای تلویزیونی تأیید کرد که به اطلاعات برخی از نهادهای امنیتی دسترسی دارد.[۴]
- علی رضوانی: مدتی پس از صدور حکم اعدام برای روح‌الله زم، فیلمی از گفتگوی او با علی رضوانی از صدا و سیمای جمهوری اسلامی ایران پخش شد. سازمان گزارشگران بدون مرز، چند ساعت پس از پخش فیلم در اطلاعیه‌ای گفت که «بازجویی تلویزیونی، اعتراف آشکار رژیم ایران به انجام شکنجه زندانی است». رامین، پسر کاووس سیدامامی هم گفته رضوانی برای ساخت فیلمی علیه پدرش به خانه آن‌ها رفته و با پرسیدن سؤال‌هایی از مادر او در مقابل دوربین باعث واردشدن فشار عصبی و بستری او در بیمارستان شده‌است.[۳]
- ایمان مرآتی: در سال ۸۸ و هنگامی که محمدعلی ابطحی و محمد عطریانفر در زندان بودند، او با حضور در زندان اوین با آن‌ها در مقابل دوربین مصاحبه کرد. مرآتی بعدها گفت که مصاحبه به درخواست و دعوت آن‌ها بوده، اما ابطحی ضمن تکذیب این ادعا گفت: «کل حرف‌هایش در مورد مصاحبه در زندان دروغ بود. در آن زمان، سلول انفرادی بودیم و راهی برای دعوت از ایشان نداشتیم.»[۵]
- حسن شایانفر:برخی از زندانیان سیاسی گفته‌اند که شایانفر از آن‌ها بازجویی کرده است.[۶]
- احسان رستگار: او در آبان ۱۴۰۱، در یک برنامه زنده تلویزیونی نیلوفر حامدی و الهه محمدی، دو خبرنگاری که بابت پوشش وقایع پس از جان‌باختن مهسا امینی در بازداشت به سر می‌بردند را به شرکت در «دوره‌های عملیات تروریستی» متهم کرد. او این ادعا را در حالی به زبان آورد که هنوز کیفرخواستی برای آن دو صادر نشده بود و بازجویی از آن‌ها ادامه داشت.[۷] در کیفرخواست پرونده دو خبرنگار هم اتهامی مبنی بر شرکت در دوره‌های تروریستی مطرح نشد.[۸]

## محکومیت و تحریم
- پرس‌تی‌وی: مازیار بهاری، خبرنگار سابق نیوزویک در ایران، از پرس‌تی‌وی، شبکه تلویزیونی انگلیسی‌زبان صدا و سیما به دلیل فرستادن خبرنگاری به زندان اوین برای ضبط اعترافات اجباری با او شکایت کرد. پرس تی‌وی بعداً به دلیل پخش این اعترافات از سوی آفکام، نهاد ناظر بر رسانه‌های بریتانیا، محکوم به پرداخت ۱۰۰ هزار پوند شد.
- ذبیح‌پور و رضوانی: وزارت خزانه‌داری آمریکا تعدادی از اشخاص مرتبط با صدا و سیمای جمهوری اسلامی ایران را به اتهام پخش صدها اعتراف اجباری از بازداشت‌شدگان تحریم کرد. در بیانیه مطبوعاتی مرتبط با این تحریم، از آمنه‌سادات ذبیح‌پور و علی رضوانی با عنوان بازجو-خبرنگار نام برده‌شده.[۹]